# Route 1 (Uruguay)
Pour les articles homonymes, voir Route 1.
La route 1 (en espagnol : Ruta 1) est l'une des routes nationales de l'Uruguay. Elle traverse le pays d'ouest en est, en passant par les départements de Montevideo, San José et Colonia, et relie les villes de Montevideo et Colonia del Sacramento. Il a été désigné sous le nom du Général de Brigade Manuel Oribe, par la loi 14361 du 17 avril 1975.

## Caractéristiques
Cette route est formée d'une double voie depuis la ville de Montevideo, précisément depuis la Plaza Cagancha, jusqu'à la jonction avec la route 22 dans le département de Colonia, et d'un tronçon de voie unique entre la route 22 et la ville de Colonia del Sacramento. Sa longueur totale est de 177 km.
Le point zéro de cette route est officiellement situé sur la Plaza Cagancha de la ville de Montevideo, un point de référence pour de nombreuses routes nationales de l'Uruguay. Cependant, la route commence en tant que telle dans les accès occidentaux de la ville de Montevideo (8 700 km).
Cette route traverse la rivière Santa Lucia (frontière entre les départements de Montevideo et de San José) par un pont moderne à 4 voies. Le nouveau pont a été inauguré le 13 décembre 2005 et est situé en aval de l'ancien, avec une longueur de 776 mètres, composée de 13 gués. En 2010, le pont est nommé Alfredo Zitarrosa en l'honneur de ce chanteur et compositeur uruguayen.
L'ancien pont date de 1925 et se caractérisait par sa rotation permettant le passage des bateaux sur la rivière Santa Lucia.

## Péages
Les péages situés sur cette route sont les suivants :
| Nom               | Département             | Lieu       | Propriétaire                       |
| ----------------- | ----------------------- | ---------- | ---------------------------------- |
| Barra Santa Lucía | Département de San José | 23 500 km  | Corporación Vial del Uruguay (CVU) |
| Cufré             | Département de Colonia  | 107 350 km | Corporación Vial del Uruguay (CVU) |